# Miramar (San Juan)
Miramar (in italiano: "guarda il mare") è un quartiere della circoscrizione di Santurce, a San Juan, in Porto Rico.

## Storia

### Sviluppo precedente al XX secolo
A partire dal XVI secolo, l'approvvigionamento di acqua potabile per la città capitale e per le navi che ancoravano nella baia di San Juan proveniva da una sorgente conosciuta come Fuente Aguilar, situata a nord di Miramar, su terreni un tempo appartenenti a Don Miguel de Aguilar y Castilla. Il signor Aguilar era residente della capitale e aveva lavorato alle opere in pietra del vecchio acquedotto che attraversava da Cangrejos (l'attuale Santurce) fino all'Isleta de San Juan.
La zona non conobbe eventi significativi fino all’ultimo quarto del XVII secolo, quando fu tracciato il Camino Real (successivamente noto come Carretera Central), che passando per Cangrejos, collegava l’Isleta de San Juan con gli Hatos del Rey, all’altezza dell’attuale Ponte Martín Peña.
Nel 1871, erano già stati completati 36 chilometri di questa strada tra la città di San Juan e di Caguas.
Il 17 aprile 1797, una flotta inglese al comando di Ralph Abercromby sbarcò attraverso Cangrejos con l’obiettivo di catturare il ponte fortificato di San Antonio e ottenere l’accesso all’Isleta de San Juan dal suo estremo orientale.
Per raggiungere tale obiettivo, gli inglesi stabilirono una batteria d'artiglieria nel Condado e un'altra sulla collina del Olimpo (antico nome dell’attuale Miramar). Sei giorni dopo, aprirono il fuoco contro i forti San Antonio e San Jerónimo, riuscendo a distruggere il primo.
Tuttavia, le forze del re Carlo IV di Spagna, insieme a milizie urbane di Cangrejos e di altri punti dell'isola, riuscirono a impedire l’avanzata inglese verso l'Isleta, costringendo gli invasori, il 3 maggio 1797, ad abbandonare i loro piani di conquista della città di San Juan.
Il settore non visse altri eventi significativi fino al 1841, quando Gil Sierra richiese un permesso per mettere all’asta la tenuta El Olimpo, che comprendeva l’area oggi occupata da Miramar. Nella proprietà vi erano una residenza, una stalla e un allevamento di bestiame.